# Die junge Dame
Die junge Dame war der Titel einer von John Jahr in Berlin herausgegebenen Frauenzeitschrift.

## Geschichte
1933 gründete der Däne Pieter H. Fergo die junge dame Verlagsgesellschaft m.b.H. in Berlin. Als gemeinschaftlich vertretungsberechtigt zeigte neben dem genannte Fergo Ilse Tietge aus Berlin. Diese war bis zu ihrer Kündigung im Juni 1935 die Hauptschriftleiterin. Als Geschäftsführerin wurde sie bereits 1934 durch den Berliner Kaufmann Bernhard Lehnert abgelöst. Im Mai 1937 kaufte der Verleger Maxim Klieber den stark verschuldeten Betrieb. Über Vermittlung von Lehnert wurde die Zeitung im November 1937 an John Jahr verkauft. Damals hatte die Zeitschrift eine Auflage von 60 000 Exemplaren. 1941 wurde die Zeitschrift wiederum an Hans Jahr, Bruder des John Jahr, verkauft bzw. pro forma an die Ehefrau des John, Elli Jahr, weitergegeben.
John Jahr, der in Hamburg in den 1920er Jahren für den kommunistischen Münzenberg-Konzern gearbeitet hatte, wurde 1933 wegen Beschimpfung führender Nationalsozialisten aus Hamburg ausgewiesen und ging darauf nach Berlin. Nach den Reichstagswahlen von 1933 trat er der NSDAP bei. 1937 erwarb er u. a. Die junge Dame. Ab 1939 war Hans Huffzky Hauptschriftleiter für diese Zeitschrift.
Ab 1941 erschien die Zeitschrift alle zwei Wochen. Am 1. April 1943 wurde Die junge Dame „aus kriegsbedingten Gründen“ mit den Hamburger Zeitschriften Die Hanseatin und Wir Hausfrauen zusammengelegt. Diese drei Zeitschriften erschienen monatlich als Gesamtausgabe unter dem Titel Kamerad Frau. Die Zeitschrift wurde am 30. September 1944 „für die Dauer des Krieges“ eingestellt.
Die junge Dame wurde 1950 unter diesem Titel im Constanze-Verlag wieder aufgelegt. Das erste Heft erschien am 1. November 1950 als Nummer 1 des 12. Jahrganges. Die Zeitschrift startete mit einer Druckauflage von 150 000 Exemplaren, die dann auf 125 000 reduziert werden musste. Chefredakteur war Helmut Grömmer. Dieses Blatt wurde am 19. September 1951 wegen finanzieller Schwierigkeiten und der Konkurrenz durch die ebenfalls von John Jahr herausgegebenen Constanze eingestellt.

## Form und Inhalt
Eine Ausgabe umfasste circa 16 Seiten und kostete 25 Pfennige. Nach einer Analyse der enthaltenen Anzeigen besteht die Zielgruppe aus 17- bis 30-jährigen unverheirateten und teilweise berufstätigen Frauen aus dem Mittelstand.
Auf den ersten Blick erscheint die Zeitschrift unverfänglich. Im Plauderton wird über Schauspieler berichtet und Frauen werden bei ihrem Beruf interviewt, enthalten sind Modebeilagen, Witze und Rätsel. Die abgebildeten Frauen sind adrett gekleidet und versprühen gute Laune. Dargestellte Frauenfreundschaften beziehen sich auf den Austausch von Kochrezepten, stundenlange Telefongespräche und Gekicher. Beim Fortschreiten des Krieges werden öfter Frauen in Rüstungsbetrieben oder als auf heimkehrende Soldaten wartende Frauen gezeigt. Politische Tagesereignisse und Antisemitismus sind ausgeblendet. Aber auch in den früheren Jahren der Zeitschrift wird in mehr oder subtiler Form für die Ideologie des Nationalsozialismus durch die Verbreitung eines dem Regime passenden Frauenbildes geworben: Die Frau lernt nach der Pflichtschule durch Haushaltsschule, Pflichtjahr oder Reichsarbeitsdienst. Dann arbeitet sie einige Jahre in der Industrie oder im Handel, heiratet und bekommt Kinder. Die Berufswahl wird durch die politischen Gegebenheiten bestimmt, die Arbeit an der Heimatfront in Rüstungsbetrieben, der Landwirtschaft oder auch die Aufopferung als Krankenschwester, die für andere in den Tod geht, werden hervorgehoben. Hinsichtlich der Geschlechterbeziehungen wird von der Zeitschrift Kameradschaft zwischen Mann und Frau propagiert. In den veröffentlichten Leserinnenbriefen wird deutlich, es sei naturgegebenes Schicksal der Frau, auf den Mann, der sich im Krieg befindet, geduldig zu warten. Ihren Männern an der Front sollen sie den Eindruck vermitteln, dass sie mit ihrer Situation gut zurechtkommen und freudig auf die Rückkehr ihres Mannes warten.
Bei der Änderung in Kamerad Frau werden die nationalsozialistische Rhetorik und der Antisemitismus deutlich und es wird der „totale Krieg“ gelobt. Der Krieg sei auch 1944 nur eine Frage der Zeit und eine glückliche Zukunft sei sicher. Allerdings wird hier auch der Tod thematisiert, wobei dieser den Kriegerwitwen die Chance eröffnet, neue Aufgaben zu bewältigen und Mut zu beweisen.
Die junge Dame und ihr Nachfolgeprodukt Kamerad Frau waren in die Propaganda und inhaltliche Gleichschaltung des Nationalsozialismus eingegliedert. Aber anders als die NS-Frauen-Warte oder die Frauenbeilage im Völkischen Beobachter konzentrierten sich die Zeitschriften nicht ausschließlich auf Ideologievermittlung, sondern es wird eine Traumwelt glücklicher Frauen, die sich mit dem Krieg arrangiert haben, beschrieben.

## Verbleib
Eine vollständige Sammlung lagert in der Staatsbibliothek zu Berlin sowie im Oberpfälzer Volkskundemuseum in Burglengenfeld. Einzelne Exemplare der Zeitschrift werden über das Internet zum Kauf angeboten.